# دوغ تشاندلر
دوغ تشاندلر (بالإنجليزية: Doug Chandler)‏ هو متسابق دراجات نارية أمريكي. نافس في سباقات بطولة العالم لفئة 500 سي سي. كما شارك في بطولة العالم للسوبربايك.

## روابط خارجية
- دوغ تشاندلر على موقع MotoGP.com (الإنجليزية)
- دوغ تشاندلر على موقع WorldSBK.com (الإنجليزية)